# Валерий Брюсов (теплоход)
«Валерий Брюсов» — трёхпалубный речной пассажирский теплоход проекта Q-065 (тип «Сергей Есенин»). Назван в честь русского поэта Валерия Брюсова.
Построен на верфи Österreichische Schiffswerften AG в городе Корнойбург (Австрия) в 1985 году. Поставлен Московскому речному пароходству и с 1994 года эксплуатировался в качестве плавучей гостиницы, казино и ресторана на Москве-реке недалеко от Кремля на Крымской набережной
Владельцем является ОАО «Московский туристический флот».

## История
Теплоход «Валерий Брюсов» обслуживал пассажирские линии, например, Москва—Астрахань—Москва и путешественников по заявкам (Совет по туризму Армении и др.). С 1993 года вместе с теплоходом «Александр Блок» пришвартован на набережной Москвы в качестве гостиницы.
При обсуждении реконструкции Крымской набережной высказывались предложения убрать теплоход.
С марта 2014 года реконструкцией теплохода занялась команда ДЗ «Флакон» и ТО the Dreamers United. За основу была взята концепция развития теплохода как мультифункционального общественного пространства. Идея ревитализации теплохода разрабатывалась как полноценный инфраструктурный модуль для Крымской набережной, с учётом культурной и архитектурной идеологии парка Музеон и близлежащих институций. Концепция была презентована властям г. Москвы, где нашла одобрение и поддержку.
С июля 2014 года Корабль Брюсов становится общественным пространством для горожан с магазинами, лекторием, кинозалом, многочисленными резидентами, собственной культурной программой и различными творческими студиями, фактически — первый в мире пример подобного использования стоячего судна.
В 2017 году судно было выведено из эксплуатации и переведено из Москвы в затон Белый Городок в Тверской области.

## На борту
Главная палуба: Мужской парикмахерский салон, лавка с полезными для здоровья товарами локального производства, медпункт, предметы быта и интерьера, подарки, букетная лавка, книги и журналы, кофестанция, кроссовки и спорт товары, очки и модные аксессуары, игры и товары для творчества, современный демократичный семейный ресторан, здоровая еда и напитки.
Шлюпочная палуба: ивент агентство, архитектурное бюро, видеостудия, бюро путешествий, детский отдых и образование, коворкинг, лекториум.
Солнечная палуба: летняя и всесезонная площадки для мероприятий с панорамным видом Москва-реки.
Твиндек: творческие студии и мастерские, греческий фаст фуд.

## Техническое описание
Корпус теплохода проекта Q-065 из шести поперечных водонепроницаемых переборок с надстройкой на главной палубе, носовой частью надстроек на солнечной и шлюпной палубах выполнены из стали. Кормовые части надстроек на этих палубах — из алюминиево-магниевого сплава. Средства связи и наблюдения: радиопередатчик «Корвет», приёмник «Шторм-2», утракоротковолновая рация «Кама С-2», радиолокатор Р-722-2, эхолот НЭЛ-4, автоматизированная телефонная станция для внутрисудовой связи.

## Фотографии

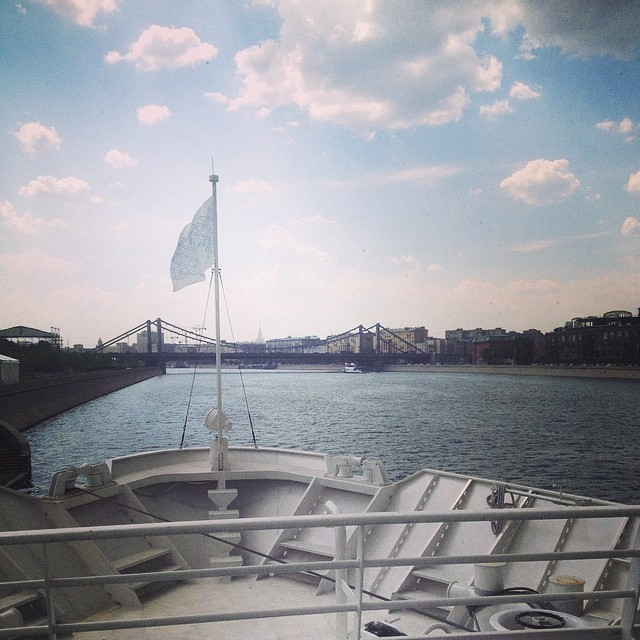
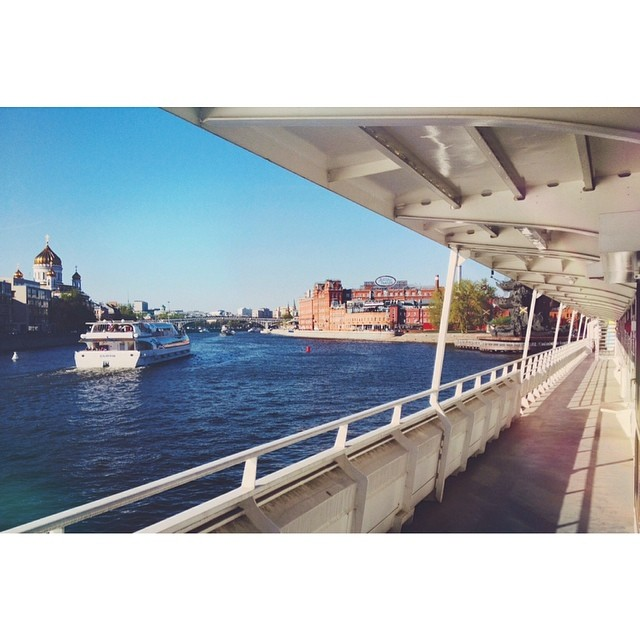
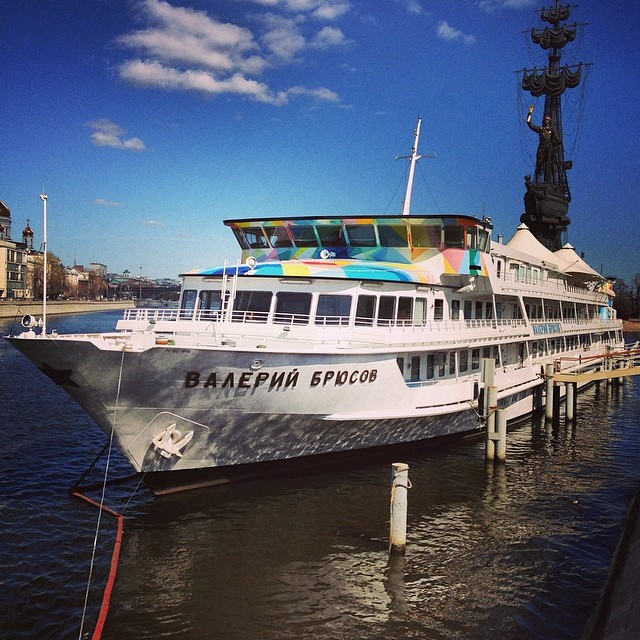

## Суда-близнецы (проект Q-065)
- Александр Блок
- Демьян Бедный
- Михаил Светлов
- Сергей Есенин[6]